# Elisabeth Esselink
Elisabeth Esselink alias Solex (* 14. August 1965 in Delft, Niederlande) ist eine niederländische Musikerin aus Amsterdam.

## Biografie

### Karrierebeginn
Elisabeth Esselink besuchte von 1986 bis 1992 die Universität von Amsterdam und schloss mit einem Bachelor in klinischer Psychologie ab. Sie wurde Miteigentümerin eines Plattenladens in Amsterdamer Rotlichtviertel und Leadsängerin der lokalen Band Soetic Vet. Eines Tages ersteigerte sie einen Mehrspurrekorder mit 8 Kanälen, mit dem sie ihre Stimme aufzunehmen begann und sie auch mit Sampling experimentierte. Eine ihre Aufnahmen sendete sie an einige größere Musiklabels und bekam einen Vertrag bei Matador Records unter dem Namen Solex.
Sie verließ ihre Band, veröffentlichte 1998 Solex vs. the Hitmeister und ging auf Welttournee; der Künstlername Solex basierte auf dem französischen Mopedhersteller Solex und insbesondere deren Produkt Vélosolex.

### Amsterdam Tapes
Am 4. Juni 2006 war sie an einem niederländischen Event beteiligt, der zu Ehren von Adrian Borland im Paradiso (Amsterdam) stattfand und das (im gleichen Jahr postum veröffentlichte) Album The Amsterdam Tapes von Adrian Borland präsentierte, welches auf Aufnahmen von 1992 basiert.
Die Eventband an diesem Abend bildeten:
- Gitarre:           Robin Berlijn (Fatal Flowers, Moke)
- Gitarre:           Jac Bico (The Analogues)
- Bass:              Bart van Poppel (The Analogues)
- Keyboards:         Eddy Steeneken (Moke)
- Schlagzeug:        Leon Klaasse (The Analogues)
- Background-Gesang: Elisabeth Esselink

Als Vertreter von Borland bei der männlichen Gesangsstimme wechselten sich Mark Burgess (The Chameleons), Felix Maginn (Moke) Simon Breed, Kevin Hewick, Maurits Westerik (GEM) und Carlo van Putten ab.

### Solex Ahoy
Für ihr letztes Album unternahm sie mit ihrem Lebenspartner Bart van Poppel ab 2008 Bootspartien durch die Provinzen der Niederlande.

“He is much more technical than I am. I thought he can be the captain of the ship and the technical part – he can make sure the recording go well – and I can just do the creative side of the project. That’s what happened.”

„Er ist technischer als ich. Ich dachte er könnte der Captain des Schiffes sein, sicherstellen, das die Aufnahmen gut würden und ich könnte den kreativen Teil des Projekts übernehmen. Das passierte dann auch.“

2013 wurden dann die Ergebnisse dieser Tour als Solex Ahoy! The Sound Map of the Netherlands veröffentlicht.

## Diskografie

### Alben
- 1998: Solex vs. the Hitmeister (Matador Records)
- 1999: Pick Up (Matador Records)
- 2001: Low Kick and Hard Bop (Matador Records)
- 2004: The Laughing Stock of Indie Rock (Arena Rock Recording Company)
- 2005: In the Fishtank 13 (In the Fishtank) – Solex mit Maarten Altena Ensemble (M.A.E.); als Teil des Projekts In the Fishtank.
- 2010: Amsterdam Throwdown King Street Showdown! (BronzeRat Records) – Solex mit Christina Martinez (Boss Hog) und Jon Spencer (The Jon Spencer Blues Explosion)
- 2013: Solex Ahoy! The Sound Map of the Netherlands (Bronzerat Records / Seriés Aphōnos)

### Singles und EPs
- 1998: Solex All Licketysplit/Solex West (Matador Records); Single
- 2000: Athens, Ohio (Matador Records); EP
- 2005: Solex (JeBu Records); EP